# Sam Widmark
Gustaf Fredrik Samuel (Sam) Widmark, född den 8 juni 1913 i By församling, Kopparbergs län, död den 12 mars 2002 i Djursholm, var en svensk ämbetsman.
Widmark avlade studentexamen i Örebro 1931 och juris kandidatexamen vid Uppsala universitet 1936. Han genomförde tingstjänstgöring 1936–1939. Widmark blev amanuens vid Överståthållareämbetet 1939, tillförordnad assessor där 1943, civilförsvarsdirektör 1944 och ordinarie assessor 1947. Han tjänstgjorde i Inrikesdepartementet 1948–1949, var kanslidirektör vid Överståthållareämbetet 1953–1967, landssekreterare i Stockholms län 1968–1971 och länsråd där 1971–1978. Widmark var ordförande, sekreterare, expert eller ledamot i statliga utredningar. Han blev riddare av Nordstjärneorden 1955 och kommendör av samma orden 1959.